# Stadsdeelraad
Een stadsdeelraad is een groep van gekozen volksvertegenwoordigers binnen een stadsdeel in Nederland.  	 
Zijn voornaamste taken zijn het vastleggen van de kaders voor het beleid en de controle op de uitvoering van het door hem uitgestippeld beleid door het dagelijks bestuur. 	 